# Dunavska banovina
Dunavska banovina je bila banovina (provincija, regija) Kraljevine Jugoslavije od 1929. do 1941. godine. Ova banovina se nalazila na području Srijema, Bačke, Banata, Baranje, Šumadije i Braničeva. Upravno sjedište banovine bio je Novi Sad i dobila je ime po Dunavu.

## Stanovništvo
Prema popisu stanovništva iz 1931. godine, u Dunavskoj banovini je živilo 2.387.495 stanovnika. Etnički sastav Banovine je bio sljedeći:
- Srbi i Hrvati - 56,9%
- Mađari - 18,2%
- Nijemci - 16,3%

## Povijest
Kada je 1939. godine oformljena Banovina Hrvatska, Šid i Ilok, koji su prije toga pripadali Dunavskoj banovini, pripojeni su Hrvatskoj.
1941. godine, za vrijeme Drugog svjetskog rata, Sile osovine su okupirale Dunavsku banovinu. Bačka i Baranja su su pripojene Mađarskoj, a istočni Srijem Nezavisnoj Državi Hrvatskoj. Ostali dio Dunavske banovine (koji je uključivao Banat, Šumadiju i Braničevo) je postojao kao dio, od nacističke Njemačke okupirane Srbije od 1941. do 1944. godine sa Smederevom kao glavnim gradom. Međutim, Banat je postao  dijelom Srbije kojom su upravljali tamošnji Nijemci.
Regija je vraćena 1945. godine kao pokrajina Srbije u okviru Socijalističke Federativne Republike Jugoslavije. Umjesto imena Dunavska banovina, pokrajini je dobila ime prema Srpskoj Vojvodini iz 19. st.  - Vojvodina, s Novim Sadom kao glavnim gradom. Nakon razgraničenja, nova pokrajina se sastojala od istočnog Srijema, Banata i Bačke. Baranja i zapadni Srijem su se nalazili u Narodnoj Republici Hrvatskoj, dok su Šumadija i Braničevo stavljene pod kontrolu Srbije.

## BanoviDunavske banovine (1929.–1941.)
- Daka Popović (1929. – 1930.)
- Radoslav Dunjić (1930.)
- Svetomir Matić (1930. – 1931.)
- Milan Nikolić (1931. – 1933.)
- Dobrica Matković (1933. – 1935.)
- Milojko Vasović (1935.)
- Svetislav Paunović (1935. – 1936.)
- Svetislav Rajić (1936. – 1939.)
- Jovan Radivojević (1939. – 1940.)
- Branko Kijurina (1940. – 1941.)
- Milorad Vlaškalin (1941.)